# Estigmene tenuistrigata
Estigmene tenuistrigata är en fjärilsart som beskrevs av George Francis Hampson 1900. Estigmene tenuistrigata ingår i släktet Estigmene och familjen björnspinnare. Inga underarter finns listade i Catalogue of Life.